# Орбах, Нир
Нир Орбах (ивр. ניר אורבך‎; род. 6 апреля 1970 года) — израильский политик и адвокат, депутат кнессета 24-го созыва от партии «Ямина». В прошлом председатель партии «Еврейский дом».

## Биография
Родился в Хайфе и вырос в Кирьят-Шмуэле. Учился в ешиве Фархи Аарон и ешиве Керем в Явне. Военную службу проходил в бригаде «Гивати». Изучал юрисдикцию в университете Бар-Илан.
После окончания университета, руководил школой для девочек в Тель-Авиве. Позже основал и возглавил Форум женских семинарий, также он был одним из основателей Государственно-религиозного форума и вице-президентом религиозного сионизма.

### Политическая карьера
Орбах был советником Эфи Эйтама, когда он был министром жилищного строительства, а также депутата Кнессета Ниссана Сломински. Он был генеральным директором партии «Ачи», возглавляемой Эфи Эйтам, которая вскоре объединилась с партией «Ликуд» в 2008 году.
До выборов в Кнессет девятнадцатого созыва (2013 г.) он занимал должность руководителя аппарата Нафтали Беннета и был назначен генеральным секретарем партии «Еврейский дом», а позже после объединения должностей, еще и председателем.
В преддверии 20-х выборов в Кнессет (2015 г.) он был избран на десятое место в списке Еврейского дома, место, зарезервированное для представителя партийного центра, обойдя 4 других кандидатов, в том числе заместителя мэра Иерусалима Хагит Моше. После объединения представителей Национального союза - Текумы он занял 12-е место в итоговом списке. Список получил 8 мест в созыве и Орбах не был избран в Кнессет.

#### Депутат Кнессета
После отставки раввина Рафи Переца перед выборами в Кнессет двадцать четвертого созыва. Орбах баллотировался в руководство партии, но проиграл Хагит Моше. Позже он ушел в отставку с поста председателя партии «Еврейский дом».
Орбах занимает 6-е место в списке «Ямины» на выборах Кнессета 24-го созыва, возглавляемого Нафтали Беннетом. После выборов Орбах вошел в Кнессет двадцать четвертого созыва и стал председателем комитета Кнессета. Перед домом Орбаха в Петах-Тикве прошли демонстрации против его поддержки 36-го правительства Израиля.
13 июня 2022 года он объявил о прекращении поддержки правительства и своем выходе из коалиции до проведения голосования в Кнессете в пользу возобновления режима чрезвычайного положения для Иудеи и Самарии.

## Личная жизнь
Женат. Отец четверых детей. В настоящее время проживает в Петах-Тикве